# Эванс, Реджи
Ре́джинальд Джама́л Э́ванс (англ. Reginald Jamaal Evans; родился 18 мая 1980 года в Пенсаколе, штат Флорида) — американский профессиональный баскетболист, в последнее время выступавший за команду Национальной баскетбольной ассоциации «Сакраменто Кингз».

## Колледж
Эванс выступал за команду Общественного колледжа города Кофивилл с 1998 по 2000 год, после чего перевёлся в Айовский университет. В 2001 году Эванс лидировал среди всех студентов США по количеству штрафных бросков, точных штрафных бросков и дабл-даблов.

## НБА
Эванс не был задрафтован ни одной командой в НБА и подписал контракт, как свободный агент, с «Сиэтл Суперсоникс». В сезоне 2004/05 годов Реджи лидировал в НБА по количеству подборов за определённое количество минут среди всех игроков в НБА. Несмотря на то, что он играл меньше 24 минут в среднем за матч, Эванс закончил сезон в 10-ке лучших игроков по количеству подборов. В сезоне 2005/06 годов Реджи забыл пройти тест на допинг перед матчем, после чего был вынужден сделать это прямо во время игры, из-за чего пропустил практически всю 3-ю четверть. Эванс решил сдать анализы во время матча по собственной инициативе и просто не успел вовремя вернуться. Тест оказался отрицательным, но команда уступила игру в которой выигрывала перед перерывом, Рэй Аллен был одним из недовольных отсутствием Эванса. 3 января 2006 года на пост главного тренера «Соникс» был назначен Боб Хилл, к игровой системе которого не подходил Эванс, он начал получать меньше игрового времени.
23 февраля 2006 года «Соникс» обменяли Эванса в «Денвер Наггетс» на Бриона Расселла и Эрла Уотсона. За первые 5 игр в составе новой команды Эванс провёл на площадке больше времени, чем за последние 22 матча в старой. 10 марта 2006 года Эванс забрал 20 подборов и забил 0 очков, став первым игроком после Денниса Родмана сумевшим сделать это.
10 сентября 2007 года Эванс был обменян в «Филадельфию Севенти Сиксерс» на Стивена Хантера и Бобби Джонса. Реджи стал стартовым тяжёлым форвардом в сезоне 2007/08 годов. С приходом Эванса Сиксерс превратились из одной из худших команд в лиге в клуб входящий в Топ-15 по количеству подборов
9 июня 2009 года Эванс перешёл в «Торонто Рэпторс» в обмен на Джейсона Капоно. Реджи начал сезон 2009/10 годов с травмой и не играл до февраля 2010 года. 24 ноября 2010 года Эванс забрал 22 подбора, что стало его лучшим результатом за карьеру на тот момент.
22 декабря 2011 года Эванс подписал годичный контракт с «Лос-Анджелес Клипперс». 11 июля 2012 года Эванса обменяли в «Бруклин Нетс». 21 ноября 2012 года он стал первым игроком в НБА, которого оштрафовали за симуляцию. 8 января 2013 года в игре против «Филадельфии Севенти Сиксерс» Эванс собрал 23 подбора, что стало его новым лучшим показателем за карьеру.
19 февраля 2014 года был обменян вместе с защитником Джейсоном Терри в «Сакраменто Кингз» на защитника Маркуса Торнтона.

## BIG3
В новой лиге BIG3, стартовавшей летом 2017 года, выступает за команду «Killer 3's».

## Статистика

### Статистика в НБА
| Сезон                                                                                    | Команда     | Регулярный сезон | Регулярный сезон | Регулярный сезон | Регулярный сезон | Регулярный сезон | Регулярный сезон | Регулярный сезон | Регулярный сезон | Регулярный сезон | Регулярный сезон | Регулярный сезон | Серия плей-офф | Серия плей-офф | Серия плей-офф | Серия плей-офф | Серия плей-офф | Серия плей-офф | Серия плей-офф | Серия плей-офф | Серия плей-офф | Серия плей-офф | Серия плей-офф |
| Сезон                                                                                    | Команда     | GP               | GS               | MPG              | FG%              | 3P%              | FT%              | RPG              | APG              | SPG              | BPG              | PPG              | GP             | GS             | MPG            | FG%            | 3P%            | FT%            | RPG            | APG            | SPG            | BPG            | PPG            |
| ---------------------------------------------------------------------------------------- | ----------- | ---------------- | ---------------- | ---------------- | ---------------- | ---------------- | ---------------- | ---------------- | ---------------- | ---------------- | ---------------- | ---------------- | -------------- | -------------- | -------------- | -------------- | -------------- | -------------- | -------------- | -------------- | -------------- | -------------- | -------------- |
| 2002/03                                                                                  | Сиэтл       | 67               | 60               | 20,4             | 47,1             | -                | 51,9             | 6,6              | 0,5              | 0,6              | 0,2              | 3,2              | Не участвовал  | Не участвовал  | Не участвовал  | Не участвовал  | Не участвовал  | Не участвовал  | Не участвовал  | Не участвовал  | Не участвовал  | Не участвовал  | Не участвовал  |
| 2003/04                                                                                  | Сиэтл       | 75               | 27               | 17,1             | 40,6             | 0,0              | 56,1             | 5,4              | 0,4              | 0,7              | 0,1              | 2,9              | Не участвовал  | Не участвовал  | Не участвовал  | Не участвовал  | Не участвовал  | Не участвовал  | Не участвовал  | Не участвовал  | Не участвовал  | Не участвовал  | Не участвовал  |
| 2004/05                                                                                  | Сиэтл       | 79               | 79               | 23,8             | 47,6             | 0,0              | 53,4             | 9,3              | 0,7              | 0,7              | 0,2              | 4,9              | 11             | 11             | 18,9           | 40,5           | -              | 52,4           | 7,4            | 0,5            | 0,5            | 0,3            | 3,7            |
| 2005/06                                                                                  | Сиэтл       | 41               | 23               | 19,2             | 50,9             | 0,0              | 55,0             | 6,7              | 0,6              | 0,6              | 0,1              | 5,9              | Не участвовал  | Не участвовал  | Не участвовал  | Не участвовал  | Не участвовал  | Не участвовал  | Не участвовал  | Не участвовал  | Не участвовал  | Не участвовал  | Не участвовал  |
| 2005/06                                                                                  | Денвер      | 26               | 2                | 23,3             | 45,3             | -                | 50,5             | 8,7              | 0,6              | 0,6              | 0,2              | 5,2              | 5              | 0              | 13,7           | 42,9           | 0,0            | 72,2           | 4,6            | 0,0            | 0,4            | 0,2            | 3,8            |
| 2006/07                                                                                  | Денвер      | 66               | 11               | 17,1             | 54,4             | -                | 49,7             | 7,0              | 0,7              | 0,6              | 0,2              | 4,9              | Не участвовал  | Не участвовал  | Не участвовал  | Не участвовал  | Не участвовал  | Не участвовал  | Не участвовал  | Не участвовал  | Не участвовал  | Не участвовал  | Не участвовал  |
| 2007/08                                                                                  | Филадельфия | 81               | 61               | 23,2             | 43,9             | 100,0            | 46,7             | 7,5              | 0,8              | 1,1              | 0,1              | 5,2              | 6              | 0              | 24,7           | 50,0           | -              | 62,5           | 7,8            | 0,5            | 0,8            | 0,0            | 6,8            |
| 2008/09                                                                                  | Филадельфия | 79               | 7                | 14,4             | 44,4             | 0,0              | 59,4             | 4,6              | 0,3              | 0,5              | 0,1              | 3,3              | 5              | 0              | 7,2            | 22,2           | -              | 75,0           | 2,0            | 0,0            | 0,6            | 0,0            | 1,4            |
| 2009/10                                                                                  | Торонто     | 28               | 1                | 11,1             | 49,3             | -                | 45,0             | 3,8              | 0,3              | 0,5              | 0,1              | 3,4              | Не участвовал  | Не участвовал  | Не участвовал  | Не участвовал  | Не участвовал  | Не участвовал  | Не участвовал  | Не участвовал  | Не участвовал  | Не участвовал  | Не участвовал  |
| 2010/11                                                                                  | Торонто     | 30               | 18               | 26,6             | 40,8             | 0,0              | 54,5             | 11,5             | 1,3              | 1,0              | 0,2              | 4,4              | Не участвовал  | Не участвовал  | Не участвовал  | Не участвовал  | Не участвовал  | Не участвовал  | Не участвовал  | Не участвовал  | Не участвовал  | Не участвовал  | Не участвовал  |
| 2011/12                                                                                  | Клипперс    | 56               | 0                | 13,8             | 47,2             | -                | 50,7             | 4,8              | 0,3              | 0,6              | 0,1              | 1,9              | 11             | 0              | 18,0           | 53,3           | -              | 42,5           | 7,3            | 0,1            | 0,8            | 0,5            | 3,0            |
| 2012/13                                                                                  | Бруклин     | 80               | 56               | 24,6             | 47,9             | -                | 50,9             | 11,1             | 0,5              | 0,9              | 0,2              | 4,5              | 7              | 7              | 29,9           | 47,8           | -              | 55,6           | 12,3           | 0,9            | 1,0            | 0,3            | 4,6            |
| 2013/14                                                                                  | Бруклин     | 30               | 6                | 13,3             | 39,0             | -                | 53,8             | 5,0              | 0,2              | 0,4              | 0,1              | 2,7              | Не участвовал  | Не участвовал  | Не участвовал  | Не участвовал  | Не участвовал  | Не участвовал  | Не участвовал  | Не участвовал  | Не участвовал  | Не участвовал  | Не участвовал  |
| 2013/14                                                                                  | Сакраменто  | 24               | 14               | 20,8             | 52,7             | -                | 56,9             | 7,7              | 0,7              | 1,0              | 0,0              | 5,5              | Не участвовал  | Не участвовал  | Не участвовал  | Не участвовал  | Не участвовал  | Не участвовал  | Не участвовал  | Не участвовал  | Не участвовал  | Не участвовал  | Не участвовал  |
| 2014/15                                                                                  | Сакраменто  | 47               | 7                | 16,3             | 42,3             | 0,0              | 61,9             | 6,4              | 0,7              | 0,5              | 0,1              | 3,7              | Не участвовал  | Не участвовал  | Не участвовал  | Не участвовал  | Не участвовал  | Не участвовал  | Не участвовал  | Не участвовал  | Не участвовал  | Не участвовал  | Не участвовал  |
|                                                                                          | Всего       | 809              | 372              | 19,2             | 46,5             | 9,1              | 52,8             | 7,1              | 0,6              | 0,7              | 0,1              | 4,1              | 45             | 18             | 19,3           | 44,4           | 0,0            | 55,2           | 7,3            | 0,3            | 0,7            | 0,3            | 3,8            |
| Наведите курсор мыши на аббревиатуры в заголовке таблицы, чтобы прочесть их расшифровку. |             |                  |                  |                  |                  |                  |                  |                  |                  |                  |                  |                  |                |                |                |                |                |                |                |                |                |                |                |

### Статистика в NCAA
| Сезон | Команда | Conf    | Class | GP | GS | MPG  | FG%  | 3P%   | FT%  | RPG  | APG | SPG | BPG | PPG  |
| --- | ------- | ------- | ----- | -- | -- | ---- | ---- | ----- | ---- | ---- | --- | --- | --- | ---- |
| 2000/01 | Айова   | Big Ten | JR    | 35 | 35 | 34,9 | 47,5 | 100,0 | 63,0 | 11,9 | 1,6 | 0,9 | 0,6 | 15,1 |
| 2001/02 | Айова   | Big Ten | SR    | 34 | 31 | 34,0 | 49,6 | 0,0   | 61,9 | 11,1 | 1,3 | 1,6 | 0,5 | 15,4 |
| Всего | Всего   | Всего   | Всего | 69 | 66 | 34,4 | 48,6 | 50,0  | 62,5 | 11,5 | 1,4 | 1,2 | 0,6 | 15,3 |
| Наведите курсор мыши на аббревиатуры в заголовке таблицы, чтобы прочесть их расшифровку Статистика приведена с сайта sports-reference.com |         |         |       |    |    |      |      |       |      |      |     |     |     |      |